# Temirtaou (oblast de Kemerovo)
Temirtaou (Темиртау) est une commune urbaine de Russie située dans l'arrondissement (raïon) de Tachtagol de l'oblast de Kemerovo. Elle se trouve non loin de la ligne de chemin de fer Novokouznetsk-Tachtagol, à 100 km de Novokouznetsk. Elle possède un arrêt sur la ligne Outchoulen-Tenech (Kaz). La gare est sur la branche Akhpoun-Outchoulen. Des lignes d'autocars la relient à Tachtagol, Novokouznetsk, Kaz, Moundybach.
Le lac Temir se trouve à côté du bourg.

## Topographie
Le nom de Termitaou provient des mots turcs « temir » (fer) et « taou » (mont). Cela signifie donc « montagne de fer ».

## Histoire
C'est à l'été 1897 qu'est découvert un gisement de minerai de fer appelé Temir-Taou.
Le bourg apparaît en 1931 sur le territoire de l'arrondissement national Gorno-Chroski dans le kraï de Sibérie-Occidentale, comme base pour la construction du combinat métallurgique de Novokouznetsk. La plus grande partie de la population qui s'y installe entre 1931 et 1953 provient de la Russie d'Europe, ainsi que de la RSS d'Ukraine et de la RSS de Biélorussie. Une petite partie provient de populations en « repatriation » ou forcée à l'exil. Entre octobre 1932 et 2001, la mine de Temirtaou est l'une de celles qui fournissent le combinat métallurgique de Novokouznetsk. Il y avait à Akhpoun, jusqu'en 1944, un camp du Goulag (Gorcholag).
Termitaou dépend à partir de 1939 du nouveau raïon de Novokouznetsk de l'oblast de Novossibirsk. Le 26 avril 1943, l'oblast de Kemerovo est formé dans lequel entre en partie le raïon de Kouzedeïevo.
Le conseil rural de Termitaou est formé le 28 octobre 1959. Le raïon de Kouzedeïevo est supprimé en 1961: une partie est attribuée à la ville d'Ossinniki après avoir formé le raïon du même nom et le bourg de Termitaou est attribué au raïon de Tachtagol. Ce dernier est supprimé en 1963 et son territoire est attribué au raïon de Novokouznetsk. Le raïon de Tachtagol est formé de nouveau en 1983.
À partir de 1973, des trains électriques relient le bourg de Temirtaou à Novokouznetsk et la télévision atteint Temirtaou. Le gisement de fer de Termitaou est exploité jusqu'en 1999.

## Économie

### Mine de Temirtaou
Le gisement de fer de Temirtaou est connu depuis le XIXe siècle. La mine de Temirtaou est en activité jusqu'en 1991 faisant partie jusqu'en 1979 de KMK et réuni en 1993 à l'ОАО КМК . Le minerai de fer a été extrait jusqu'en 1999.
Il a été inventé à Temirtaou, une machine BA-100, ce qui a permis d'introduire une nouvelle machine avec système d'exploitation minière à chambre, qui s'est ensuite répandue dans toute l'URSS. Pour la première fois dans le pays, les spécialistes de la mine en collaboration avec les scientifiques du VostNIGRI ont introduit un système d'extraction de corps minéralisés sans absorption de vide.
Les principaux champs de minerais ont été exploités jusque dans les années 1990: ce sont Glavnoïe (Principal), Promejoutotchnoïe, Maly Temir (Petit-Temir), Iougo-Zapadnoïe (Sud-Ouest). En 1934, on extrayait 590 mille tonnes de minerai; on trouve dans les environs de Temirtaou de la ludwigite, mauchérite, magnétite, phlogopite, antimoine, épidote.
Les mines de base sont Bolchaïa Gora, Polgachty, Temir-Taou, Chor-Cholban.

### Autres entreprises
Actuellement[Quand ?], plus d'une quarantaine d'entreprises font tourner l'économie du bourg. Ce sont la compagnie de production de Temir, Temir Dolomite, Temir Mine, entreprises de traitement des déchets de production de minerai de fer. Il y a aussi des ateliers de menuiserie. Une cimenterie est en activité à proximité. À Kaz, il y a une mine où travaillent certains villageois. De 1947 à 2007, un service forestier a travaillé dans le village.
Le bourg possède plusieurs entreprises commerciales, des entreprises liées à l'approvisionnement, l'assainissement de l'eau, au chauffage, aux services communaux, une briqueterie. Des habitants de Termitaou travaillent aussi à Moundybach, à Kaz. Il existe aussi des magasins, une succursale de la Sberbank et des entreprises liées au transport automobile. Un hôpital est en activité. Le bourg dispose d'une école moyenne, d'une station de pompiers, d'une filiale de bibliothèque.

### Transport
De la gare d'Akhpoun trois trains de banlieue (Akhpoun-Novokouznetsk deux fois par jour et Novokouznetsk-Tachtagol les jours impairs) sont en activité. Il y a aussi un train de voyageurs Kemerovo-Tachtagol les jours pairs.
De la gare routière, il y a 10 autocars par jour (vers Tachtagol, Novokouznetsk, Kemerovo, Mejdouretchensk, Chereguech). Il y a 24 lignes d'autobus par jour à partir du bourg de Kaz.

## Territoire du bourg de Temirtaou
Le bourg se trouve du côté du chemin de fer et consiste en plusieurs parties: la partie centrale: Termitaou - la gare d'Akhpoun - la rive gauche de l'Outchoulen (quartier d'immeubles d'appartements en hauteur, avec une école, un hôpital et des magasins); la partie de la montagne (ancienne zone), avec des isbas et maisons de bois au sud et des immeubles; la partie de la rive droite de l'Outchoulen, avec des maisons de bois au nord d'Akhpoun; la partie appelée Kachtaou avec quelques dizaines d'izbas près de l'arrêt de Kachtaou: elle se trouve à 3 km de la gare d'Akhpoun.
Sur la route de Temirtaou et Kachtaou vers Outchoulen, il y a le quartier de Prioutchoulenskaïa (route de Tachtagol à Novokouznetsk) à 5 km d'Akhpoun. Il consiste en une centaine de maisons autour de l'église de la Sainte-Trinité construite en 1986 et dépendant de l'éparchie de Novokouznetsk.
Des hameaux se trouvent à côté et font partie de la commune, ce sont: Outchoulen, Soukharinka et Kedrovka. Les environs sont couverts de forêts de pins et de sapins.
La rivière Telbès coule au nord de la commune et au sud, c'est la petite rivière Kaz. Enfin à l'ouest il y a un ruisseau du nom d'Outchoulen.